# Félix-Antoine Boutin
Félix-Antoine Boutin est un comédien, un metteur en scène, un directeur artistique et un auteur dramaturge québécois.

## Biographie
Félix-Antoine Boutin est diplômé en interprétation de l'École nationale de théâtre à Montréal en 2012. À sa sortie de l'école, il fonde Création Dans la Chambre, « une compagnie de création en art vivant qui axe son exploration sur l'intime dans des cadres inusités, dépaysants », dont il est le co-directeur artistique avec Gabriel Plante. La compagnie est en résidence en 2014-2015 et en 2015-2016 au Centre du Théâtre d'Aujourd'hui. Il est un collaborateur du OFFTA, festival d'arts vivants de Montréal et il codirige le centre de création VHS.
Il présente la première version de sa pièce Koalas en 2012 au festival Zone Homa, dont le mandat est de « révéler au public les nouvelles œuvres des artistes les plus prometteurs de la scène émergente. » En mars 2015, il entre en résidence de recherche à L'L à Bruxelles et y écrit Petit guide pour disparaître doucement qu'il mettra en scène en 2016 avec la scénographe Odile Gamache (avec qui il avait déjà travaillé en 2013 pour Le Sacre du printemps (Tout ce que je contiens). Petit guide pour disparaître doucement est d'abord présenté à l'Usine C lors d'Actoral, festival des arts et des écritures contemporaines qui a lieu à Marseille, puis à Montréal. La pièce est ensuite reprise à La Chapelle. À l'hiver 2016, dans le cadre d'une activité organisée par le CEAD, Félix-Antoine Boutin explore l'œuvre de Réjean Ducharme avec les comédiens Andrée Lachapelle, Marcel Sabourin et Marie Tifo, alors qu'à l'hiver 2017, il se penche sur l'œuvre de Claude Gauvreau, en créant un collage avec les textes plus méconnus de cet auteur. Il réalise ce projet avec les comédiens Sophie Cadieux, René-Daniel Dubois, Kathleen Fortin et Alexis Lefebvre.
Ses pièces Koalas, Un animal (mort) et Petit guide pour disparaître doucement sont publiés dans la collection « Matériaux » chez les Éditions Triptyque en 2017.
Félix-Antoine Boutin aborde les thèmes de la fragilité, de l'intimité, de la disparition et de la «  perméabilité des êtres ». Ses pièces se présentent comme un genre de « manifeste sensible contre l'idée que l'existence est une chose figée ». La langue de ses pièces est très poétique et symbolique et ses spectacles sont marqués par la performance et la polyphonie.

## Œuvres
- 2013 : Message personnel
- 2013 : Le Sacre du printemps (Tout ce que je contiens)
- 2014 : Koalas
- 2014 : Orphée Karaoké
- 2014 : Pyjama Party (co-création avec Sophie Cadieux)
- 2015 : Les Dévoilements simples, 32 strip-teases sur les Variations Golberg
- 2015 : Archipel (150 Haïkus avant de mourir encore)
- 2016 : Un animal (mort)
- 2016 : Petit guide pour disparaître doucement
- 2016: Félix-Antoine Boutin explore l'œuvre de Réjean Ducharme
- 2017: Félix-Antoine Boutin explore l'œuvre de Claude Gauvreau

## Filmographie
- 2014 : Moodland, court-métrage d'Alexandre Grégoire : Marc-André
- 2014 : Toutes des connes, court-métrage de François Jaros : le gars des toilettes
- 2015 : Le Rang du lion de Stéphan Beaudoin : Étienne

## Théâtre
- 2012 : Le Ventriloque de Larry Tremblay
- 2014 : Un conte pour enfants de Renée Beaulieu
- 2016 : Petit guide pour disparaître doucement de Félix-Antoine Boutin
- 2019 : Les Larmes amères de Petra Von Kant, de Rainer Werner Fassbinder, mise en scène

## Autres projets
- Collaboration avec plusieurs artistes : Pierre Lapointe, Alex Nevsky, Josha, Jean-François Malo
- Comme directeur artistique : Les Réservistes